# Cyperns nationalvåben
Cyperns nationalvåben afbilder en due på et gult skjold, som bærer en olivengren over årstallet "1960", der markerer året, hvor cyprioterne fik selvstændighed fra det britiske styre. Skjoldets gule farve symboliserer den store forekomst af kobber på øen. Det gule skjold er omgivet af en grøn laurbærkrans.
| Artikelstump | Spire Denne artikel om et rigsvåben eller statsvåben er en spire som bør udbygges. Du er velkommen til at hjælpe Wikipedia ved at udvide den. |